# Campeonato Africano de Naciones de 2009
El Campeonato Africano de Naciones de 2009 (Championnat d'Afrique des nations de football 2009, en francés) fue la I edición de este torneo africano. El mismo lo organizó Costa de Marfil desarrollándose del 22 de febrero al 8 de marzo de 2009.
La final del torneo fue disputada por Ghana y la República Democrática del Congo, equipos que ya se habían enfrentado en la fase de grupos, terminando el encuentro con una contundente victoria ghanesa por 3 a 0, resultado muy distinto al del partido decisivo, que terminó coronando a la RD del Congo como el primer campeón de este novedoso certamen.
Con la conquista de este torneo, Los Leopardos ganaron su primer título (en cualquier categoría) luego de 35 años de sequía, cuando obtuvieron la Copa Africana de Naciones 1974 en Egipto, meses antes de disputar la Copa Mundial de Fútbol de 1974 aun cuando el país se denominaba Zaire.

## Sedes

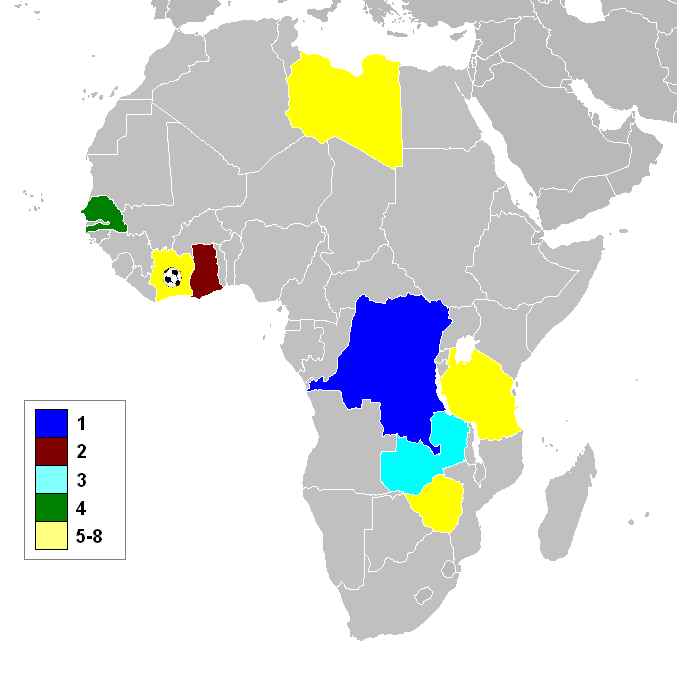
Las 8 selecciones clasificadas.

| Abiyán                   | Abidjan Bouaké | Bouaké            |
| Estadio Houphouët-Boigny | Abidjan Bouaké | Estadio Bouaké    |
| Capacidad: 45,000        | Abidjan Bouaké | Capacidad: 35,000 |
|                          | Abidjan Bouaké |                   |

## Clasificados
| Eliminatorias |
| ------------- |
| Clasificación |

| Selecciones participantes   | Selecciones participantes | Selecciones participantes | Selecciones participantes |
| --------------------------- | ------------------------- | ------------------------- | ------------------------- |
| Costa de Marfil (Anfitrión) | Libia                     | Senegal                   | Zambia                    |
| Ghana                       | RD Congo                  | Tanzania                  | Zimbabue                  |

## Resultados
- Los horarios corresponden a la hora de Costa de Marfil (UTC+0).

Leyenda: Pts: Puntos; PJ: Partidos jugados; PG: Partidos ganados; PE: Partidos empatados; PP: Partidos perdidos; GF: Goles a favor; GC: Goles en contra; Dif: Diferencia de goles.

### Primera fase

#### Grupo A
| Selección       | Pts | PJ | PG | PE | PP | GF | GC | Dif |
| --------------- | --- | -- | -- | -- | -- | -- | -- | --- |
| Zambia          | 5   | 3  | 1  | 2  | 0  | 4  | 1  | 3   |
| Senegal         | 5   | 3  | 1  | 2  | 0  | 1  | 0  | 1   |
| Tanzania        | 4   | 3  | 1  | 1  | 1  | 2  | 2  | 0   |
| Costa de Marfil | 1   | 3  | 0  | 1  | 2  | 0  | 4  | -4  |

| 22 de febrero de 2009, 16:00 | Costa de Marfil | 0:3 (0:1) | Zambia                | Estadio Houphouët-Boigny, Abiyán                                            |                                                                             |
|                              |                 |           | Singuluma 36' 49' 50' | Asistencia: . espectadores Árbitro(s): Seechurn Rajindraparsad (Mauritania) | Asistencia: . espectadores Árbitro(s): Seechurn Rajindraparsad (Mauritania) |

| 22 de febrero de 2009, 19:00 | Senegal    | 1:0 (1:0) | Tanzania | Estadio Houphouët-Boigny, Abiyán                                         |                                                                          |
|                              | Traoré 29' |           |          | Asistencia: . espectadores Árbitro(s): Jean-Claude Lebrosse (Seychelles) | Asistencia: . espectadores Árbitro(s): Jean-Claude Lebrosse (Seychelles) |

| 25 de febrero de 2009, 16:00 | Zambia | 0:0 | Senegal | Estadio Houphouët-Boigny, Abiyán                                     |  |
|                              |        |     |         | Asistencia: . espectadores Árbitro(s): Abdella El Achiri (Marruecos) |  |

| 25 de febrero de 2009, 19:00 | Tanzania   | 1:0 (1:0) | Costa de Marfil | Estadio Houphouët-Boigny, Abiyán                                |                                                                 |
|                              | Ngassa 36' |           |                 | Asistencia: . espectadores Árbitro(s): Chokri Saadallah (Túnez) | Asistencia: . espectadores Árbitro(s): Chokri Saadallah (Túnez) |

| 28 de febrero de 2009, 16:00 | Costa de Marfil | 0:0 | Senegal | Estadio Houphouët-Boigny, Abiyán                              |  |
|                              |                 |     |         | Asistencia: . espectadores Árbitro(s): Verson Lwanja (Malaui) |  |

| 28 de febrero de 2009, 16:00 | Zambia      | 1:1 (0:0) | Tanzania            | Estadio Bouaké, Bouaké                                         |                                                                |
|                              | Banda 90+4' |           | Nsajigwa 88' (pen.) | Asistencia: . espectadores Árbitro(s): Chaibou Ibrahim (Níger) | Asistencia: . espectadores Árbitro(s): Chaibou Ibrahim (Níger) |

#### Grupo B
| Selección | Pts | PJ | PG | PE | PP | GF | GC | Dif |
| --------- | --- | -- | -- | -- | -- | -- | -- | --- |
| Ghana     | 5   | 3  | 1  | 2  | 0  | 6  | 3  | 3   |
| RD Congo  | 4   | 3  | 1  | 1  | 1  | 3  | 4  | -1  |
| Zimbabue  | 3   | 3  | 0  | 3  | 0  | 3  | 3  | 0   |
| Libia     | 2   | 3  | 0  | 2  | 1  | 1  | 3  | -2  |

| 23 de febrero de 2009, 15:00 | Ghana           | 2:2 (1:2) | Zimbabue               | Estadio Bouaké, Bouaké                                        |                                                               |
|                              | I. Ayew 44' 67' |           | Karuru 5' · Marufu 36' | Asistencia: . espectadores Árbitro(s): Verson Lwanja (Malaui) | Asistencia: . espectadores Árbitro(s): Verson Lwanja (Malaui) |

| 23 de febrero de 2009, 18:00 | RD Congo                         | 2:0 (0:0) | Libia | Estadio Bouaké, Bouaké                                                         |                                                                                |
|                              | Kaluyituka 58' · Lofo 67' (pen.) |           |       | Asistencia: . espectadores Árbitro(s): Desiré Doué Nomandiez (Costa de Marfil) | Asistencia: . espectadores Árbitro(s): Desiré Doué Nomandiez (Costa de Marfil) |

| 26 de febrero de 2009, 15:00 | Zimbabue   | 1:1 (1:1) | RD Congo  | Estadio Bouaké, Bouaké                                         |                                                                |
|                              | Marufu 28' |           | Mputu 21' | Asistencia: . espectadores Árbitro(s): Chaibou Ibrahim (Níger) | Asistencia: . espectadores Árbitro(s): Chaibou Ibrahim (Níger) |

| 26 de febrero de 2009, 18:00 | Libia    | 1:1 (1:0) | Ghana           | Estadio Bouaké, Bouaké                                                     |                                                                            |
|                              | Saad 26' |           | Owusu-Ansah 76' | Asistencia: . espectadores Árbitro(s): Cheick Ahmed Tidiane Seck (Senegal) | Asistencia: . espectadores Árbitro(s): Cheick Ahmed Tidiane Seck (Senegal) |

| 1 de marzo de 2009, 16:00 | Ghana                                | 3:0 (1:0) | RD Congo | Estadio Bouaké, Bouaké                                                    |                                                                           |
|                           | Taylor 45+4' · Antwi 68' · Ansah 79' |           |          | Asistencia: . espectadores Árbitro(s): Seechurn Rajindraparsad (Mauricio) | Asistencia: . espectadores Árbitro(s): Seechurn Rajindraparsad (Mauricio) |

| 1 de marzo de 2009, 16:00 | Zimbabue | 0:0 | Libia | Estadio Houphouët-Boigny, Abiyán                            |  |
|                           |          |     |       | Asistencia: . espectadores Árbitro(s): Kokou Djaoupe (Togo) |  |

### Segunda fase
|  | Semifinales | Semifinales |          |       | Final        | Final        |  |
|  | 4 de marzo  | 4 de marzo  |          |       | 8 de marzo   | 8 de marzo   |  |
|  |             |             |          |       |              |              |  |
|  |             |             |          |       |              |              |  |
|  | Ghana       | 1 (7)       |          |       |              |              |  |
|  | Ghana       | 1 (7)       |          |       |              |              |  |
|  | Senegal     | 1 (6)       |          |       |              |              |  |
|  | Senegal     | 1 (6)       |          | Ghana | 0            |              |  |
|  |             |             |          | Ghana | 0            |              |  |
|  |             |             | RD Congo | 2     |              |              |  |
|  | Zambia      | 1           | RD Congo | 2     |              |              |  |
|  | Zambia      | 1           |          |       |              |              |  |
|  | RD Congo    | 2           |          |       | Tercer lugar | Tercer lugar |  |
|  | RD Congo    | 2           |          |       | Tercer lugar | Tercer lugar |  |
|  |             |             |          |       |              |              |  |
|  |             |             |          |       | Senegal      | 1            |  |
|  |             |             |          |       | Senegal      | 1            |  |
|  |             |             |          |       | Zambia       | 2            |  |
|  |             |             |          |       | Zambia       | 2            |  |
|  |             |             |          |       |              |              |  |

#### Semifinales
| 4 de marzo de 2009, 15:00 | Ghana                                                               | 1:1 (1:1) (7:6 p.)         | Senegal                                                                | Estadio Bouaké, Bouaké                                                   |                                                                          |
|                           | Antwi 31'                                                           |                            | Sow 35'                                                                | Asistencia: . espectadores Árbitro(s): Jean-Claude Lebrosse (Seychelles) | Asistencia: . espectadores Árbitro(s): Jean-Claude Lebrosse (Seychelles) |
|                           |                                                                     | Tiros desde el punto penal |                                                                        |                                                                          |                                                                          |
|                           | D. Yeboah · S. Yeboah · Mohamed · Appiah · MacCarthy · Bonsu · Poku |                            | M. Fall · Diamanka · Ndiour · M. Diallo · Diouf · S. N'Diaye · Badiane |                                                                          |                                                                          |

| 4 de marzo de 2009, 19:00 | Zambia        | 1:2 (0:2) | RD Congo                 | Estadio Houphouët-Boigny, Abiyán                                      |                                                                       |
|                           | Singuluma 85' |           | Lofo 3' · Kaluyituka 16' | Asistencia: . espectadores Árbitro(s): Abdallah El Achiri (Marruecos) | Asistencia: . espectadores Árbitro(s): Abdallah El Achiri (Marruecos) |

#### Tercer puesto
| 7 de marzo de 2009, 16:00 | Senegal | 1:2 (1:0) | Zambia                     | Estadio Houphouët-Boigny, Abiyán                                            |                                                                             |
|                           | Sow 24' | Reporte   | Bwalya 49' · Singuluma 75' | Asistencia: . espectadores Árbitro(s): Seechurn Rajindraparsad (Mauritania) | Asistencia: . espectadores Árbitro(s): Seechurn Rajindraparsad (Mauritania) |

#### Final
| 8 de marzo de 2009, 16:00 | Ghana | 0:2 (0:0) | RD Congo                  | Estadio Houphouët-Boigny, Abiyán                                         |                                                                          |
|                           |       |           | Kaluyituka 46' · Bedi 74' | Asistencia: . espectadores Árbitro(s): Noumandiez Doue (Costa de Marfil) | Asistencia: . espectadores Árbitro(s): Noumandiez Doue (Costa de Marfil) |

| Ghana                                                                      | RD Congo                            |
| -------------------------------------------------------------------------- | ----------------------------------- |
| 1 Philemon MacCarthy                                                       | 1 Muteba Kidiaba                    |
| 2 Samuel Inkoom                                                            | 12 Bawaka Mabele                    |
| 5 Ofosu Appiah                                                             | 18 Gladys Bokese                    |
| 21 Harrison Afful                                                          | 15 Joël Kimwaki                     |
| 3 Daniel Nana Yeboah                                                       | 6 Kazembe Mihayo                    |
| 14 Charles Asampong Taylor 79'                                             | 13 Matondu Salakiaku 88'            |
| 18 Edmund Owusu Ansah                                                      | 7 Ngandu Kasongu                    |
| 7 Jordan Opoku 83'                                                         | 10 Mbenza Bedi                      |
| 8 Ibrahim Ayeq                                                             | 8 Trésor Mputu                      |
| 9 Yaw Antwi 71'                                                            | 14 Bongelli Lofo                    |
| 23 Godwin Osei Bonsu                                                       | 19 Dioko Kaluyituka                 |
| DT Milovan Rajevac                                                         | DT Mutumbile Santos                 |
| Cambios · 17 Francis Coffie 71' · 10 Kwadwo Poku 79' · 15 Stephen Manu 83' | Cambios · 22 Luyeye Mvete 88'       |
| Amonestados Inkoom (33')                                                   | Amonestados Bokese (33') Lofo (66') |

| RD Congo                                              |
| Campeón República Democrática del Congo Primer título |

## Estadísticas finales
| Selección | Selección                       | Pts | PJ | PG | PE | PP | GF | GC | Dif |
| --------- | ------------------------------- | --- | -- | -- | -- | -- | -- | -- | --- |
| 1º        | República Democrática del Congo | 10  | 5  | 3  | 1  | 1  | 7  | 5  | 2   |
| 2º        | Ghana                           | 6   | 5  | 1  | 3  | 1  | 7  | 6  | 1   |
| 3º        | Zambia                          | 8   | 5  | 2  | 2  | 1  | 7  | 4  | 3   |
| 4º        | Senegal                         | 6   | 5  | 1  | 3  | 1  | 3  | 3  | 0   |
| 5º        | Tanzania                        | 4   | 3  | 1  | 1  | 1  | 2  | 2  | 0   |
| 6º        | Zimbabue                        | 3   | 3  | 0  | 3  | 0  | 3  | 3  | 0   |
| 7º        | Libia                           | 2   | 3  | 0  | 2  | 1  | 1  | 3  | -2  |
| 8º        | Costa de Marfil                 | 1   | 3  | 0  | 1  | 2  | 0  | 4  | -4  |

## Premios y reconocimientos

### Bota de oro
| Jugador            | Selección | GF |
| ------------------ | --------- | -- |
| Given Singuluma    | Zambia    | 5  |
| Dioko Kaluyituka   | RD Congo  | 3  |
| Bongeli Lofo       | RD Congo  | 2  |
| Yaw Antwi          | Ghana     | 2  |
| Ibrahim Ayew       | Ghana     | 2  |
| Edmund Owusu Ansah | Ghana     | 2  |
| Alpha Oumar Sow    | Senegal   | 2  |
| Philip Marufu      | Zimbabue  | 2  |

### Balón de oro
El Premio al Balón de Oro es entregado por la CAF al mejor jugador del torneo.
| Jugador      | Selección |
| ------------ | --------- |
| Trésor Mputu | RD Congo  |

### Premio Fair Play
El Premio Fair Play es otorgado por la CAF al equipo con el mejor registro disciplinario de la competición.
| Selección                       |
| República Democrática del Congo |
| ------------------------------- |